# 살바도르 두보이스
살바도르 두보이스(스페인어: Salvador Dubois)는 니카라과의 전 축구 골키퍼였다. 그는 현재 니카라과 국적과 온두라스 국적을 다중으로 보유한 사람이며, 온두라스 역사상 최고의 골키퍼 중 하나로 간주된다.